# U&Gold
U&Gold是UKTV的一个付费电视频道，于1992年底推出，主要播放BBC和ITV等其他广播公司的喜剧节目。

## 历史
该频道是BBC商业 、美国考克斯商业和泰晤士電視合资成立的，1992年成立时名为英国黄金台（UK Gold），2004年更名为UKTV黄金台（UKTV Gold）。2008年，它拆分为Gold和W两个频道，“Gold”是“Go On Laugh Daily”的缩写。2015年到2018年每年12月，该频道都会暂时更名为“圣诞黄金台”（Christmas Gold） 。
2012年2月，它宣布将制作原创节目。其第一个节目是重制的BBC情景喜剧《是，首相》（2013）。